# Qingtan

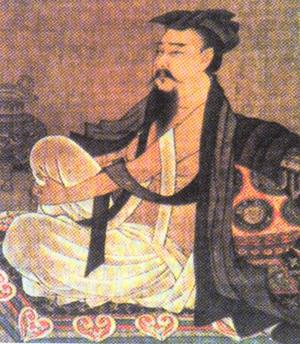
Ruan Ji, l’un des représentants du style de vie non conventionnel de la culture du qingtan

Le Qingtan (清談) ou pure conversation, activité de débats philosophiques ou de joutes oratoires, est un élément de la culture aristocratique chinoise du IIIe au VIe siècle, dont les principales figures sont les Sept Sages de la forêt de bambous. 
Devant l’instabilité politique, les intrigues de cour et la violence des répressions exercées par les empereurs Cao Wei et Jin à l’égard de leurs opposants, de nombreux jeunes membres de l’aristocratie se détournèrent de la politique et même de l’écriture philosophique, pour consacrer leur talent à des joutes oratoires codifiées appelées qingtan, « pure conversation » ; leurs thèmes évitaient en effet la situation politique, tout d’abord par prudence, puis aussi comme preuve de détachement. Durant les débats, à l’issue desquels les participants s’évaluaient mutuellement, ceux-ci devaient montrer une attitude élégante et un ton détaché et s'abstenir de gestes trop larges ; ils pouvaient néanmoins appuyer leurs dires des mouvements d'un chasse-mouche.
La « pure conversation » continue sous une forme altérée la tradition du qingyi  De la fin des Han et du yuedanping  des Trois Royaumes, discussions sur les mérites et démérites des fonctionnaires et candidats aux postes officiels, alliée au xuantan , discussion sur des sujets philosophiques en majorité taoïstes. Ces débats, dont on attribue l’invention à He Yan, ont sans doute contribué à la formation de sa pensée et de celle de Wang Bi.
Malgré la « pureté » de ses thèmes, le qingtan, aux séances duquel les hauts fonctionnaires ne sont pas conviés, excite l’hostilité de certains ministres. La peine de mort fut même proposée en 232 pour ses participants par Dong Zhao ; Cao Rui se contenta de dissoudre les trois principaux cercles existant. Alliant au qingtan un mode de vie hédoniste, individualiste et non conventionnel, ses adeptes furent dès lors qualifiés de « futiles et prétentieux », ce qui n’empêcha pas le mouvement de faire rage dans l’aristocratie jusqu’au début des Dynasties du Nord et du Sud. Le qingtan avait alors perdu sa sincérité contestataire pour devint un mode de vie désordonné à l’excès.
Les figures les plus célèbres sont les membres du groupe des sept sages du bosquet de bambous : Ruan Ji, Xi Kang, Shan Tao, Wang Rong, Xiang Xiu, Ruan Xian et Liu Ling. Le groupe tirait son nom de l’habitude qu’ils auraient eu de se réunir près d’un « bosquet de bambous » pour discuter, composer des poèmes et jouer de la musique, parfois en buvant et dans une tenue négligée, liée entre autres à l’emploi d’un fortifiant qui procurait une sensation de chaleur, mis à la mode par He Yan de constitution fragile. Après l’exécution de Ruan Ji et de Xi Kang, Shan Tao, Wang Rong et Xiang Xiu s’assagirent quelque peu et se rapprochèrent du pouvoir, alors que Ruan Xian et Liu Ling continuèrent de plus belle. L’attitude des adeptes de cette culture, délibérément sans égard pour les conventions sociales et individualiste, a été accentuée par les historiens qui n’ont pas manqué de broder à leur sujet, rapportant de nombreuses anecdotes bien connues de la petite histoire chinoise. Ainsi les différentes insolences de Xi Kang à l’égard des grands de la cour, son détachement au moment de son exécution où il joue un morceau de luth, la passion sensuelle de Xun Can pour sa femme et sa tentative de la refroidir en couchant son corps contre le sien lorsqu’elle fut prise d’une fièvre fatale, entre autres exemples.